# Osteochilus vittatus
Osteochilus vittatus és una espècie de peix cipriniforme de la família dels ciprínids.

## Morfologia
Els mascles poden assolir els 16 cm de longitud total.

## Distribució geogràfica
Es troba a Myanmar, Tailàndia, Sumatra, Borneo, Java, la Xina i la conca del riu Mekong.